# 9496 Ockels
A 9496 Ockels (ideiglenes jelöléssel 4260 T-1) a Naprendszer kisbolygóövében található aszteroida. Cornelis Johannes van Houten, Ingrid van Houten-Groeneveld és Tom Gehrels fedezte fel 1971. március 26-án.